# 다비드 로페스 모레노
다비드 로페스 모레노(스페인어: David López Moreno, 1982년 9월 10일, 라 리오하 주 로그로뇨 ~)는 스페인의 프로 축구 선수로, 현재 엘덴세에서 미드필더로 활약하고 있다.
그는 오사수나에서 3년, 아틀레틱 빌바오에서 5년을 보내며 도합 8년 동안 196번의 라 리가 경기에 출전해 23골을 기록했다. 그는 브라이턴 소속으로 잉글랜드 챔피언십에서 2년 활약한 경력도 있다.

## 클럽 경력

### 오사수나
로페스는 라 리오하 주 로그로뇨 출신이다. 오사수나의 유소년부를 졸업한 그는 2004년 10월 17일에 3-2로 이긴 알바세테와의 안방 경기에서 1군이자 라 리가 첫 경기를 치렀고, 1년차를 13경기 출장 1골로 마무리했는데, 첫 골은 알바세테와의 첫 경기에서 터졌다.
이듬해, 로페스는 부동의 주전으로 도약해 나바라 연고 구단은 사상 첫 챔피언스리그 진출권을 확보했다. 로페스는 이 과정에서 6골을 넣었는데, 2-1로 이긴 발렌시아와의 최종전 안방 경기에서 결승골도 득점했다.
오사수나가 UEFA컵으로 "내려가면서", 로페스는 11번의 UEFA컵 경기에 출전했는데, 3-0으로 이긴 파르마와의 경기에서 2골 레버쿠젠과의 1경기에서 1골을 기록했다.

### 아틀레틱 빌바오
2007년 여름, 로페스는 이웃 아틀레틱 빌바오로 €6M에 이적했다. 그의 첫 경기는 8월 28일, 0-0으로 비긴 친정과의 안방 경기로, 그는 처음 2년 동안 부동의 주전으로 활약하며 도합 61번의 리그 경기에 출전했다. 2년차에 그는 바스크 연고 구단이 1-1로 비긴 레크레아티보와의 원정 경기, 스포르팅 히혼과의 안방 경기(3-0), 그리고 라싱 산탄데르와의 경기(2-1, 페널티 킥으로 득점)에서 득점을 기록해 강등을 면케 했다.
로페스는 2010-11 시즌에 28경기 출전하여 6골을 기록해 개인 역대 최다 득점을 기록했지만, 아르헨티나인 마르셀로 비엘사가 신임 감독으로 취임하면서 사자 군단의 전력 외로 밀려났다. 2012년 8월 31일, 그는 상호 계약 해지로 아틀레틱과 결별했다.

### 브라이턴
아틀레틱을 떠난 로페스는 챔피언십의 브라이턴과 1년 계약을 맺었다. 팔머에서 활약하던 당시 그의 별칭은 '스페인의 데이브'였다.

### 이후 행보
32세에 잉글랜드를 떠난 로페스는 세군다 디비시온 구단에서 3년을 보냈는데, 루고에서 2년을 보내고 우에스카에서 1년 활약했다. 이후, 그는 하부 리그로 내려갔다.

## 수상
아틀레틱 빌바오
- 코파 델 레이 준우승: 2008–09, 2011–12
- 수페르코파 데 에스파냐 준우승: 2009
- 유로파리그 준우승: 2011–12